# DOUBLE 〜ダブル〜
『DOUBLE』（だぶる）は、ちぇりーそふとから2001年5月25日に発売されたアダルトゲームである。
2003年11月21日には同社発売の『鬼門妖異譚』と同梱された「鬼門妖異譚+DOUBLE」も発売されており、双方に外伝的ストーリーとなる2つの追加シナリオがある。制作会社であるちぇりーそふとが2004年に解散したこともあって現在、「DOUBLE」「鬼門妖異譚+DOUBLE」ともに生産終了となっているがダウンロードサイト等で購入が可能。

## 概要
「鬼門妖異譚」に続くちぇりーそふと第2作目の18禁S・RPG。近未来の首都・千葉を舞台に”ジュエラー”（宝石商の意）と呼ばれる超能力を持った人間、白と黒の羽を持つ＜天使と悪魔＞たちの戦いを描く。
全13章だが、マルチストーリーとなっており、1周目は「早瀬 純」を主人公として、「大久保 ハル」率いる＜天使と悪魔＞と戦う『表シナリオ』をプレイすることとなる。2周目以降は選択肢によって1周目の最終ボスである「大久保 ハル」を主人公とした1周目の敵（＜天使と悪魔＞）視点で描かれる『裏シナリオ』に分岐する（この場合、1周目の味方が敵となる）。『表・裏シナリオ』を両方クリアすると、最後の『融合シナリオ』が開放されることになる。
また、選択肢によって登場人物の『好感度』が上下するシステムになっており、ヒロインだけでなく男性キャラクターのエンディングもある。本編には関係ない99層までのステージをクリアしていく『蛭川病院 地下』や『スペシャルスタート』、『戦闘スキップ』などのやり込み要素も充実している。

## 登場キャラクター
声優はすべて非公開、主人公の名前はデフォルト。

### 表シナリオ
早瀬 純（はやせ じゅん）
身長：173cm
「表シナリオ」主人公。
千葉防衛学院（ADAMAS）に通う2年生。左眼は義眼。学内では美沙や山沢と共にトップクラスの能力者で”ADAMAS三強”として知られており、端整な顔立ちも相まって学内に女性ファンも多いが、本人は恋愛には極めて鈍感。
早瀬は養父母の姓で本名は大久保であり、ハルの双子の弟にあたる。実家は富津。
神崎 アリス（かんざき ありす）
身長：160cm
純が殺人現場で出会った記憶喪失の天使の少女。サラの双子の姉にあたる。心優しく純真無垢な性格で、その秘めた能力から＜天使と悪魔＞の象徴的存在だった。好物はトマト料理全般。
金堂 美沙（こんどう みさ）
身長：165cm
純のクラスメイトで親友。大企業『ゴールドハウス・コーポレーション』の社長令嬢だが、気さくでクールなしっかり者。
純や山沢とはリセからの付き合いで、その頃から純に好意を寄せている。
鈴木 千秋（すずき ちあき）
身長：152cm
ADAMASにやって来た実習生。天然な性格。ビルとは旧知の仲で、好物はきつねうどん。
その正体は元悪魔で、当時の恋人であった打越により羽を奪われている。
山沢　大輔（やまざわ だいすけ）
身長：175cm
純のクラスメイトで親友。明るくお調子者な熱血漢で学内では純と互角に戦える唯一人の能力者。柾とは性格の不一致から犬猿の仲だが、文句を言いながらも行動を共にすることが多い。
純や美沙とはリセからの付き合いで、その頃から美沙に好意を抱いているが、美沙が純に好意を抱いていることもわかっているため告白できずにいる。
藤田　柾（ふじた まさき）
身長：189cm
『藤田製薬』という大企業の御曹司。クールな性格で山沢と対立することが多い。姉を殺害した天使（ハル）を追っており、その捜査中によく似た風貌の純と出会う。重度のトマトアレルギー。
葉越 晶（はごし あきら）
身長：164cm
柾と行動を共にするアルビノの男性。物腰柔らかで調子の良い性格。天使に誘拐された家族の行方を追っており、利害が一致している柾と行動を共にする中で純と出会う。
蛭川 金男（ひるかわ かねお）
身長：165cm
愛称はビル。蛭川総合病院の肥満体型の医師で、美沙の従兄にあたる。
まぼちゃん
純が保護したバイオまんぼうの子供。陸上でも行動可能な上、人間の言葉はしゃべれないながらも理解することは可能。そのまま純に引き取られ、「裏シナリオ」でもハルに保護されている。

### 裏シナリオ
大久保 ハル（おおくぼ はる）
身長：173cm
「表シナリオ」では最終ボス、「裏シナリオ」および「融合シナリオ」の主人公。
純の双子の兄で、木更津アクアマリナを拠点とする＜天使と悪魔＞の盟主的存在。右目が義眼で、左目は元は純の目。対峙しただけで圧倒されるほどの威圧感を持つ作中で最強の存在だが、情動を失っている。天使と悪魔の中でも唯一、白と黒の羽を持つ存在で『リヴァイアサン・システム』により自立して生きていくことが出来る。
波多野 のぞみ（はたの -）
身長：160cm
悪魔。明るく享楽的でメンバーのムードメーカー的存在。一方で人間を憎んでいるため、殺人なども嬉々として行う。バイセクシャル。物語序盤では正体を隠して純達が入り浸っていたBAR「ろむるす」の店員として純を監視していた。普段は辰夫や優（通称：三人組）と遊び歩いている。
神崎 サラ（かんざき さら）
身長：160cm
アリスの双子の妹である悪魔。クールだが、本来は勝気で情熱的な性格。過去のトラウマにより人間やアリスを憎悪する冷徹な性格になり、姉・アリスとは絶縁状態。その一方、自身を救ってくれたハルを崇拝しており異性としても好意を抱いているため、甲斐甲斐しく世話を焼いている。人間を憎んでいるが根は真面目で、メンバーの中では常識人なため、三人組のように無益な殺戮を行うことはない。
アリスと瓜二つの容姿だが、これは素顔を隠すための変装でサラルートでのみ本来の素顔を見せるようになる。
樹 クレア（いつき くれあ）
身長：170cm
天使。質実剛健で生真面目な性格から＜天使と悪魔＞の実務面のリーダーとなっている。三人組とは反対に無益な殺戮は好まず（ただしアクアマリナでの非人道的な実験を主導した元研究者や政治家などは例外）、その高潔さと凛々しい風貌から天使と悪魔の少女達からは崇拝されており「クレア親衛隊」もいるほどの人気ぶり。
クレアルートに入るには「表シナリオ」から入る必要がある。
白鳥 辰夫（しらとり たつお）
身長：150cm
＜天使と悪魔＞の第一世代である天使で、愛称はたっくん。10代前半にしか見えない風貌だが、これは容姿上の老化が止まっているだけであり、実年齢は44歳。メンバーの中では最年長だが享楽的で気さくな性格で、物語序盤では正体を隠して純達が入り浸っていたBAR「ろむるす」のアルバイト店員として働いていたあゆむの弟とゆう設定で純を監視していた。料理の腕前はプロ級で、最年長ということもあって人生経験も豊富でかなりの個人資産も持っており、普段はのぞみや優と行動を共にしている。
打越 優（うちこし すぐる）
身長：178cm
悪魔。年齢は21歳。怠惰で享楽的、悪趣味な性格。マッドサイエンティストな気質があり、幹部の中では最も人間を憎悪しているため、殺人なども嬉々として行う。普段はのぞみや辰夫と行動を共にしており、医学系の知識が堪能なため、捕らえた人間をシンセティックに改造したりもしている。
後藤 拓哉（ごとう たくや）
身長：184cm
天使。超生真面目で潔癖症な性格で物事を「～％」など確率を口にする。メンバーの中では情報収集やデータ分析などを担当しており、ハルや三人組（のぞみ・辰夫・優）のおもちゃにされている。何よりも効率・機能性を重視することから、クレア同様に無意味な殺戮には否定的。
イズミ＆スダ（いずみ＆すだ）
身長は前者が176cm、後者は180cm
恐喝などを日常的に行う街のチンピラだったが打越にシンセティックに改造されてしまった二人組。イズミはタレ目の某有名アイドルグループ系、スダはツリ目のビジュアル系の風貌。

### その他
まりりん
身長：150cm
武器屋の少女。条件を満たすと戦闘に参加させられるようになる。
葉越 奈月（はごし なつき）
晶の妹。愛称はナッキー。ハル達と行動を共にしており、メンバーの身の回りの世話などをしている。ドジっ娘。
あゆむ＆ゆかり
辰夫のペットの男女二人組。あゆむは生真面目、ゆかりは享楽的な性格。普通の人間だが辰夫を主として崇拝しており、命令には絶対服従でハル達の作戦の後方支援や情報収集などを主に行っている。物語序盤ではあゆむはBAR「ろむるす」の店員として純の監視を行っていた。
野口 霞（のぐち かすみ）
ADAMASの学生で、純と美沙が所属する保安委員会の委員長。その正体はクレアの部下（親衛隊）の天使で、ADAMAS内部の情報収集や純の監視などを行っている。
早瀬夫妻（はやせふさい）
純の両親だが実際は養父母。富津のファザー牧場の近辺に住んでいる。元は純とハルの父親・大久保真一の元で助手を勤めていたが真一の非人道的な行いに耐え切れず、生まれたばかりの純のみを連れ出して真一の下を去り結婚、以後は実の息子のように純を養育した。しかし純を連れ去ったことをハルに恨まれており、本編にて殺害された。母親の旧姓は光田（みつた）。
二階堂 健（にかいどう けん）
ADAMASの学生で現首相の息子。能力は平均以下だが端整な顔立ちと首相の息子という地位から、学内では純と二分するほどの女性人気があり多くの取り巻きを引き連れている。しかし本人の性格はキザで、現在は大企業の令嬢である美沙に言い寄っており、純を一方的にライバル視している。
二階堂（にかいどう）
健の父親で日本の現首相。自己中心的で横暴な性格、癒着などの黒い噂が絶えず、また自身の選挙区である石川県さえ無事なら首都・千葉はどうなっても良いと吐き捨てるほどで、当然のように支持率は低い。また＜天使と悪魔＞達の恐ろしさも知っていることから、打倒に向けてJDFに多額の援助を行うタカ派として知られている。
根津（ねづ）
高名なジュエラー研究者。木更津アクアマリナで＜天使と悪魔＞に非人道的な実験を行っていたが、ハルの圧倒的な力を見て以来、彼を病的に恐れている。
福島（ふくしま）
ADAMASの学生。健の取り巻きの一人で能力は学内でも下位で女子にもバカにされている。健に利用されているだけだが、自分は優れた能力者だと思いこんでいる。
藤田　緑（ふじた みどり）
柾の姉でスポンサーという立場を利用して木更津アクアマリナで研究を行っていた。柾の前では良き姉であったが、本性は驕慢で自己顕示欲が強く、＜天使と悪魔＞も実験体程度にしか思っていなかった。真一の研究所で発見した幼いハルを自宅に軟禁して、あらゆる英才教育を施す。しかしそれもハルで実験しているに過ぎず、純をも実験体にしようとしたことでハルの怒りを買い、柾の前で殺害された。
大久保 真一（おおくぼ しんいち）
三喜雄の息子でハル・純の父親。偉大な父・三喜雄を追い抜くために、妻・郁（かおる）や実の息子達さえも実験体とした狂気の天才科学者。研究の集大成であるハルを唯一無二と考え、郁が死んでも気にも留めず、純をハルのパーツ程度にしか考えない非人道的な考えが、助手の光田や早瀬の反感を生み、純と共に逃げ出されてしまう。不治の病を患っており、純を失ったことで研究も立ち行かなくなり、失意のまま病死した。
大久保 三喜雄（おおくぼ みきお）
真一の父親でハル・純の祖父にあたる。＜天使計画＞の発案者。

## 用語
GEM
超能力の一種。
ジュエラー
GEMを使う超能力者。
天使と悪魔
特殊な能力を持つ人間のうち、白い翼をもつものは天使と呼ばれ、黒い翼の者は悪魔と呼ばれている。
シンセティック
薬物によって精神に異常をきたしたGEM使い。

## スタッフ
- シナリオ:ちゅんく
- 原画:あきら、タカーキ